# Taiyalia squolyequiana
Taiyalia squolyequiana är en insektsart som beskrevs av Yamasaki 1992. Taiyalia squolyequiana ingår i släktet Taiyalia och familjen vårtbitare. Inga underarter finns listade i Catalogue of Life.